# بونفوا (کالیفرنیا)
بونفوا (به انگلیسی: Bonnefoy) یک منطقهٔ مسکونی در ایالات متحده آمریکا است که در شهرستان آمادور، کالیفرنیا واقع شده‌است. بونفوا ۴۰ نفر جمعیت دارد و ۳۸۹ متر بالاتر از سطح دریا واقع شده‌است.